# Správní obvod obce s rozšířenou působností Podbořany
Správní obvod obce s rozšířenou působností Podbořany je od 1. ledna 2003 jedním ze tří správních obvodů rozšířené působnosti obcí v okrese Louny v Ústeckém kraji. Čítá 11 obcí.
Město Podbořany je zároveň obcí s pověřeným obecním úřadem, přičemž oba správní obvody jsou územně totožné.

## Seznam obcí
Poznámka: Města jsou vyznačena tučně, městyse kurzívou.
- Blatno
- Blšany
- Krásný Dvůr
- Kryry
- Lubenec
- Nepomyšl
- Očihov
- Petrohrad
- Podbořanský Rohozec
- Podbořany
- Vroutek

## Obyvatelstvo
| Rok  | Obyv.  | ± %     |
| ---- | ------ | ------- |
| 1869 | 23 994 | —       |
| 1880 | 26 891 | +12,1 % |
| 1890 | 26 723 | −0,6 %  |
| 1900 | 27 953 | +4,6 %  |
| 1910 | 28 943 | +3,5 %  |

| Rok  | Obyv.  | ± %     |
| ---- | ------ | ------- |
| 1921 | 28 425 | −1,8 %  |
| 1930 | 29 691 | +4,5 %  |
| 1950 | 17 071 | −42,5 % |
| 1961 | 18 154 | +6,3 %  |
| 1970 | 17 032 | −6,2 %  |

| Rok  | Obyv.  | ± %    |
| ---- | ------ | ------ |
| 1980 | 16 706 | −1,9 % |
| 1991 | 15 727 | −5,9 % |
| 2001 | 15 734 | +0 %   |
| 2011 | 15 969 | +1,5 % |
| 2021 | 15 591 | −2,4 % |